# 徐夢熊 (武進士)
徐夢熊（？年—？年），山東人，雍正二年（1724年）甲辰科武進士。

## 履歷[1]
- 由武生中雍正二年甲辰科三甲第一名武進士，十二月放藍翎侍衛
- 雍正六年（1728年）正月補授浙江嚴州協左營守備
- 乾隆十三年（1748年），延平城守副將[2]
- 乾隆十四年（1749年）二月內調浙江杭州副將